# Nietoperz (heraldyka)

Herb Walencji

Nietoperz w herbie Gminy Piątnicy

Nietoperz – nietoperz pojawia się głównie w herbach miast należących do Korony Aragonii, zazwyczaj znajduje się klejnocie herbu i jest jednym z najbardziej charakterystycznych elementów heraldyki katalońskiej.
Symbolika nietoperza nawiązuje do uskrzydlonego smoka, kat. víbria lub vibra (mając odniesienie w ang. wyvern, pol. wiwern), który zdobił hełm królów Aragonii.
Nietoperza w herbach posiadają m.in. Walencja, Palma de Mallorca, Fraga, ale także mniejsze miejscowości, takie jak Atzeneta d'Albaida, Catarroja i Novallas.
Nietoperz w herbie Teruel symbolizuje rolę jaką odegrało miasto w podboju Walencji, natomiast nietoperz z herbu Barcelony został usunięty w XX wieku z nieznanych bliżej powodów.
Nietoperz występuje także w herbach poza obszarem Korony Aragonii, pojawia się on m.in. w herbach Albacete (Hiszpania), Montchauvet (Francja), Fiefbergen (Niemcy). Ponadto osiem nietoperzy pojawia się w bordiurze herbu miasta Pácora oraz sześć w bordiurze herbu miasta Santa Fe de Antioquia (Kolumbia).